# Dendrobium macraei
Dendrobium macraei är en orkidéart som beskrevs av John Lindley. Dendrobium macraei ingår i släktet Dendrobium, och familjen orkidéer. Inga underarter finns listade i Catalogue of Life.